# Manuel Cuadros Barr
Manuel Lucio Cuadros Barr (Trujillo, 24 de diciembre de 1929-Lima, 15 de julio de 2019) fue un músico peruano destacado en su país como director de coros y orquestas. Asimismo ha actuado como cantante solista: barítono. Fue maestro de destacados cantantes líricos como Francesco Petrozzi, José Quezada Macchiavello, Lola Márquez entre muchos otros. Fue fundador del Coro Nacional del Perú en 1965 y de la Camerata Vocale Orfeo. Fue director del Coro Interbank de la Orquesta Sinfónica Municipal de Piura, de la Coral de Piura y la Coral de Lima. Durante la visita de San Juan Pablo II a Lima en 1985 y 1988 preparó y dirigió la Coral del Papa que actuó en las ceremonias más importantes. Vivió en Arequipa y en Lima.

## Trayectoria
Se dedicó a la música desde los 16 años, según el mismo lo refiere. Hizo estudios en el Conservatorio Nacional de Música del Perú, encontrándose entre los alumnos de los inicios de esta institución en 1946. Al escuchar al Coro del Conservatorio quedó entusiasmado por el canto coral, decidido a ser Director de Coros; en consecuencia se decidió a seguir su preparación musical fuera del Perú.
Continuó su formación musical en Chile durante 7 años. En la Universidad de Chile, se graduó en ópera y canto. Estando en este país fundó el coro: “Cantantes de Cámara de Santiago”. Después viajó a Alemania donde siguió su preparación musical en la Hochschule für Musik de Munich y la Hochschule für Musik de Colonia (Alemania).
Ha sido cantante solista con las Orquestas Sinfónicas del Perú, Chile, Argentina, Colombia, Uruguay y Venezuela. Actuó bajo la dirección de Peter Maag, Luis Herrera de la Fuente, Hans Günther Mommer, Gonzalo Castellanos y otros. Ha realizado innumerables recitales en los países antes citados.
Como profesor de canto y ópera, ha tenido en su haber el estreno, para el Perú, de más de 50 obras sinfónico-corales, oberturas, sinfonías, entre canciones, motetes, madrigales, cantatas, oratorios y numerosas obras para voz solística de compositores como Mahler, Bach, Ravel entre otros. 
Ha cantado y dirigido numerosas óperas, al lado de Luis Alva, Liborio Simonella, Víctor de Narké, entre otros Ha sido nombrado miembro del Jurado Internacional a los concursos que realizó en 1998 el Teatro Colón de Buenos Aires para cantantes.
Volvió a Lima, desde Alemania, para ser Director del Coro del Estado del Perú, en 1965. Fue Director fundador de esta agrupación: el primer coro profesional que iniciaba su funcionamiento en el país. Bajo la Dirección del Maestro Cuadros Barr, el Coro del Estado interpretó grandes obras, entre ellas música popular peruana, con arreglos de Rosa Alarco Larrabure. Hicieron una gira en Chile ofreciendo 18 conciertos en todo este país.
Fundó la Camerata Vocale “Orfeo” el 27 de abril de 1969 con 24 estudiantes reunidos en torno suyo. En agosto de ese mismo año debutó en público, interpretando madrigales italianos renacentistas. "Orfeo y la Navidad" es el primer disco que lanzó esta agrupación musical, grabado por El Virrey, industrias musicales, para un sello propio de la agrupación, "Orfeo". Con la Camerata Orfeo ganó el Concurso Latinoamericano de Coros, realizado en Tucumán (Argentina) en septiembre de 1969, imponiéndose entre un total de 24 agrupaciones de diferentes países.
Como Director de Orquesta ha sido invitado a dirigir Orquestas Sinfónicas del Perú, Chile, Colombia y México.
Ha sido docente por más de 25 años en colegios y universidades en Lima, donde dirigió los coros de Universidades: UNMSM, Cantuta, Universidad de Lima. Fue profesor de Dirección Coral en la Universidad Mayor de San Marcos de Lima. Ha formado y presentado a más de 40 cantantes.
En 2002 con los auspicios de la Municipalidad Provincial de Piura y la Caja Municipal Piura, siendo Alcalde Francisco Hilbck Eguiguren, fundó la Orquesta Sinfónica Municipal de Piura, dirigiendo, durante ocho años, más de 300 conciertos en las principales localidades de la Región Piura y del norte peruano.

## Producciones discográficas
- Música Coral Peruana – Coro del Estado (1968)[19][20]
- Camerata Vocale Orfeo –  Orfeo y la Navidad (1970)[15][21]
- Camerata Vocale Orfeo – Perú Fino (1971)[22][23]
- Camerata Vocale Orfeo – Ah del Gozo (1983)[24]
- Camerata Vocale Orfeo – Renacer Arequipa[25]
- Interbank 90 Años (Cultura, Arte y Gloria)[26]

## Distinciones
- Personalidad Meritoria de la Cultura Peruana.[27] Ministerio de Cultura del Perú.
- Diploma de Honor por su trayectoria profesional a nivel internacional y por la difusión de la música y cultura. Congreso de la República del Perú.[28]
- Condecoración “Región Piura” en el Grado de “Gran Oficial” del Gobierno Regional Piura, en mérito a los servicios extraordinarios brindados a favor de la Región Piura y a su valiosa trayectoria y aporte al arte y nuestra cultura.[29]